# 曲沃桓叔
曲沃桓叔（前802年—前731年），姬姓，名成師，谥为“桓”，晉國晉穆侯之子，曲沃的君主。
前745年晉昭侯把曲沃（在今中國山西省曲沃县）封給其叔成師，時年58歲，因「好德」而得民心。前739年晉大臣潘父弒殺了晋昭侯，迎立曲沃桓叔。桓叔欲入晉，晉人發兵攻桓叔，桓叔退回曲沃。晉人共立昭侯子公子平為君，是為孝侯。前731年曲沃桓叔去世。
桓叔之孫曲沃武公起兵曲沃代翼。桓叔庶子韓武子，乃战国七雄的韩国的先祖。